# Serra do Aru
La serra do Aru est une formation du relief brésilien située sur le plateau des Guyanes, dans le centre de l'État d'Amapá.